# Нью-Юніон (Алабама)
Нью-Юніон (англ. New Union) — переписна місцевість (CDP) в США, в окрузі Етова штату Алабама. Населення — 1019 осіб (2020).

## Географія
Нью-Юніон розташований за координатами 34°8′1″ пн. ш. 86°13′41″ зх. д. / 34.13361° пн. ш. 86.22806° зх. д. (34.133682, -86.228002).  За даними Бюро перепису населення США в 2010 році переписна місцевість мала площу 31,57 км², з яких 31,56 км² — суходіл та 0,01 км² — водойми.

## Демографія
Згідно з переписом 2010 року, у переписній місцевості мешкало 955 осіб у 389 домогосподарствах у складі 272 родин. Густота населення становила 30 осіб/км².  Було 446 помешкань (14/км²).
Расовий склад населення:
| - 95,0 % — білих - 0,3 % — корінних американців - 0,2 % — чорних або афроамериканців - 3,4 % — осіб інших рас |

До двох чи більше рас належало 1,2 %. Частка іспаномовних становила 4,2 % від усіх жителів.
За віковим діапазоном населення розподілялося таким чином: 23,1 % — особи молодші 18 років, 61,6 % — особи у віці 18—64 років, 15,3 % — особи у віці 65 років та старші. Медіана віку мешканця становила 40,8 року. На 100 осіб жіночої статі у переписній місцевості припадало 103,2 чоловіків;  на 100 жінок у віці від 18 років та старших — 99,5 чоловіків також старших 18 років.
Середній дохід на одне домашнє господарство  становив 43 719 доларів США (медіана — 36 429), а середній дохід на одну сім'ю — 59 355 доларів (медіана — 70 159). Медіана доходів становила 24 035 доларів для чоловіків та 45 595 доларів для жінок. За межею бідності перебувало 27,9 % осіб, у тому числі 52,7 % дітей у віці до 18 років та 22,7 % осіб у віці 65 років та старших.
Цивільне працевлаштоване населення становило 401 осіб. Основні галузі зайнятості: освіта, охорона здоров'я та соціальна допомога — 32,7 %, виробництво — 20,9 %, будівництво — 17,0 %.